# Alejandro Garnacho
Alejandro Garnacho Ferreyra (sinh ngày 1 tháng 7 năm 2004) là một cầu thủ bóng đá chuyên nghiệp hiện đang thi đấu ở vị trí tiền vệ cánh cho câu lạc bộ Premier League Manchester United và đội tuyển bóng đá quốc gia Argentina.
Garnacho gia nhập hệ thống trẻ của Manchester United từ Atlético Madrid vào tháng 10 năm 2020. Anh đã giành được FA Youth Cup và giải Cầu thủ trẻ xuất sắc nhất năm của Jimmy Murphy vào tháng 5 năm 2022. Vào tháng 4 năm 2022, anh ra mắt đội một khi mới 17 tuổi, trong trận đấu với Chelsea ở Premier League.
Garnacho đã đại diện cho Tây Ban Nha ở cấp độ U-18, trước khi có trận ra mắt cho Argentina ở U-20 vào năm 2022. Anh từng được gọi vào Đội tuyển bóng đá quốc gia Argentina và có trận đấu ra sân đầu tiên cho đội tuyển vào ngày 15 tháng 6 năm 2023.

## Sự nghiệp câu lạc bộ

### Manchester United

#### Đội trẻ
Sinh ra ở Madrid, Garnacho gia nhập đội trẻ của Atlético Madrid vào năm 2016 từ Getafe. Tháng 10 năm 2020, anh gia nhập Học viện Manchester United với phí chuyển nhượng 465.000€ euro. Tháng 7 năm 2021, Garnacho ký hợp đồng chuyên nghiệp đầu tiên với United và là tiền đạo chủ lực của đội trẻ U-18. Garnacho đã ghi 2 bàn thắng giúp U18 United giành FA Youth Cup ngày 11 tháng 5 năm 2021, và qua đó giành danh hiệu cầu thủ trẻ xuất sắc nhất mùa giải (Jimmy Murphy Young Player of the Year) của câu lạc bộ.
Garnacho có lần đầu tiên thi đấu cho đội hình Manchester United ở Ngoại hạng Anh mùa bóng 2021–22 dưới thời huấn luyện viên Ralf Rangnick khi vào sân thay Anthony Elanga ở phút 91 trong trận hòa Chelsea 1-1 ngày 28 tháng 4 năm 2022.

#### Mùa giải 2022–23

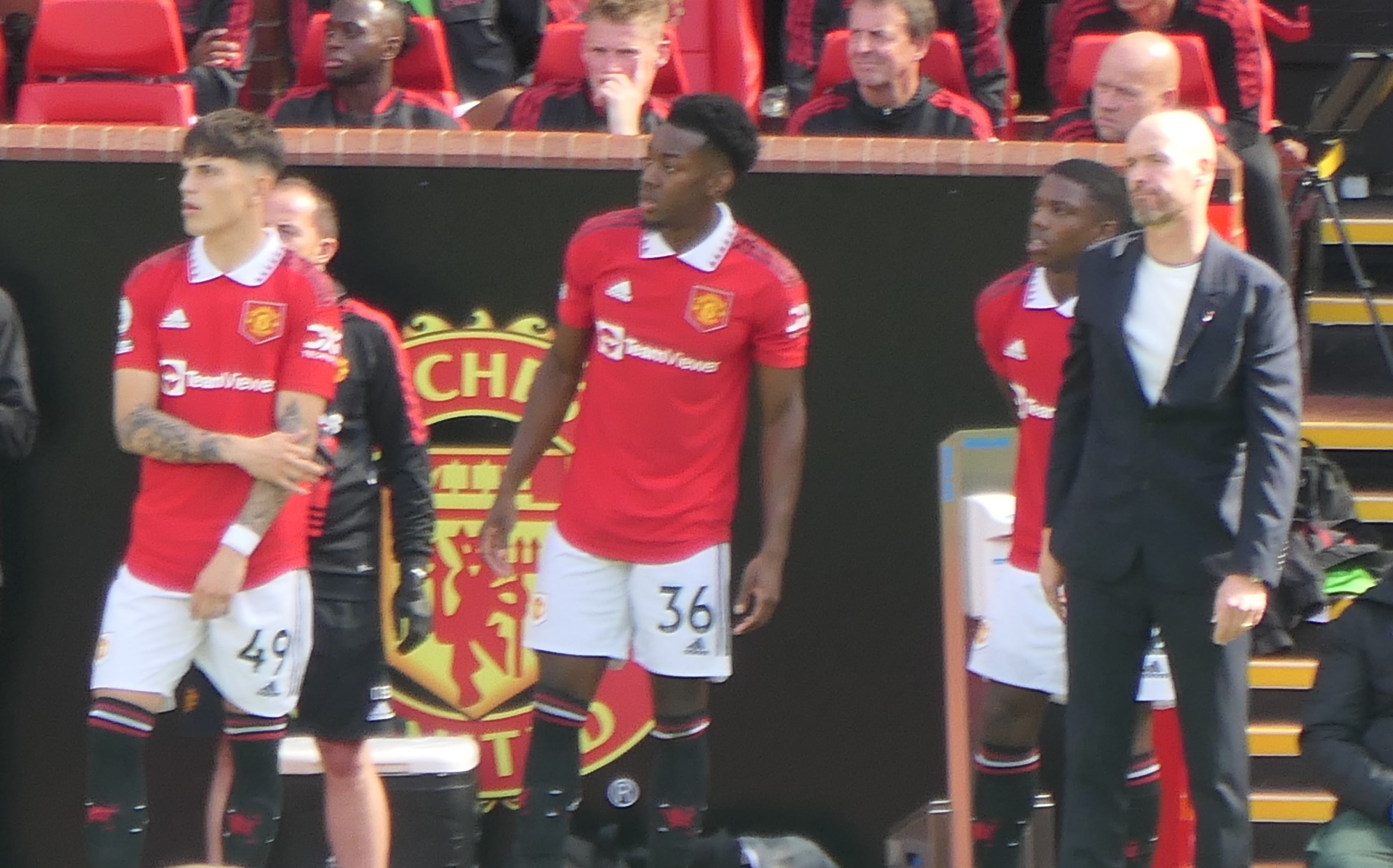
Garnacho (trái) chuẩn bị vào sân cho Manchester United

Đầu mùa giải 2022–23, số áo của anh được đổi từ 75 thành 49. Garnacho được huấn luyện viên Erik ten Hag ghi tên trong đội hình chính của câu lạc bộ, thường xuyên có trong danh sách thi đấu dự bị và được vào sân trong một số trận đấu từ ghế dự bị. Anh lần đầu tiên có tên trong đội hình xuất phát của câu lạc bộ trong trận đấu ở UEFA Europa League ngày 27 tháng 10 năm 2022 (trận United thắng Sheriff Tiraspol 3-0). Garnacho đã thi đấu ở vai trò tiền đạo cánh trái, và được khán giả bình chọn là cầu thủ xuất sắc nhất của trận đấu.
Garnacho có bàn thắng đầu tiên cho United và cũng là bàn thắng đầu tiên của anh tại Cúp Châu Âu mùa này, trong trận đấu cuối cùng của vòng bảng UEFA Europa League 2022–23 trên sân Real Sociedad tối ngày 3 tháng 11 năm 2022. Đây là bàn thắng duy nhất của trận đấu giúp United thắng 1-0 trên sân khách.
Đêm ngày 10 tháng 11 năm 2022, Ganarcho có hiệp thi đấu xuất sắc tại Carabao Cup 2022–23 trong trận đấu tiếp Aston Villa trên sân Old Trafford. Anh vào sân ở phút thứ 62 thay Anthony Martial và có hai lần kiến tạo cho đồng đội ghi bàn (Bruno Fernandes ở phút thứ 78 và Scott McTominay ở phút thứ 91) giúp đội nhà thắng chung cuộc 4-2, và nhận được bình chọn cầu thủ xuất sắc nhất trận đấu từ phía khán giả United.
Ganarcho có bàn thắng đầu tiên cho United ở Ngoại hạng Anh đêm ngày 13 tháng 11 năm 2022 trong trận đấu muộn thuộc vòng 16 trên sân Craven Cottage trước Fulham. Anh vào sân thay Anthony Martial ở phút thứ 72, và ghi bàn thắng quyết định ở phút bù giờ cuối cùng (90+3) giúp United thắng chung cuộc 2-1. Với bàn thắng quyết định này, Ganarcho lại một lần nữa được khán giả United bình chọn là cầu thủ xuất sắc nhất.
Ngày 14 tháng 1 năm 2023, Ganarcho có tên trong đội hình trận derby thành phố Manchester, vào sân thay Christian Eriksen ở phút thứ 72 và có một kiến tạo cho Marcus Rashford ghi bàn thắng quyết định cho chiến thắng 2-1 trên sân Old Trafford. Với kiến tạo này, Ganarcho tạo ra kỷ lục cầu thủ trẻ nhất (18 tuổi 197 ngày) kiến tạo trong một trận derby thành phố Manchester ở Ngoại hạng Anh.
Đêm ngày 1 tháng 3 năm 2023, Garnacho có tên trong đội hình xuất phát trong trận đấu thuộc vòng 5 Cúp FA (tiếp West Ham United F.C. trên sân Old Trafford) và có bàn thắng nâng tỉ số lên 2-1 ở phút thứ 90, qua đó giúp United giành chiến thắng (tỉ số chung cuộc là 3-1). Với phong độ xuất sắc trong trận đấu, Garnacho được bình chọn là cầu thủ xuất sắc nhất trận đấu (bởi ban tổ chức) và cả khán giả United.
Ngày 28 tháng 4 năm 2023, Manchester United thông báo ký gia hạn thành công hợp đồng mới với Garnacho. Theo đó, Garnacho ký hợp đồng mới có thời hạn 5 năm cho tới ngày 30 tháng 6 năm 2028.
Garnacho có bàn thắng thứ 5 cho câu lạc bộ trong mùa giải vào ngày 13 tháng 5 năm 2023 trong trận đấu thuộc vòng đấu thứ 36 Ngoại hạng Anh 2022-2023, trận đấu tiếp Wolverhampton Wanderers F.C. trên sân Old Trafford. Đây là bàn thắng đầu tiên của anh sau hai tháng nghỉ thi đấu vì chấn thương và cũng là bàn thắng thứ 100 của United trong mùa giải.

#### Mùa giải 2023-2024
Garnacho được trao áo số 17 khi Fred rời United. Anh có bàn thắng đầu tiên của mùa giải cho United vào ngày 27 tháng 9 năm 2023, trong trận thắng 3-0 trước Crystal Palace F.C., thuộc vòng 3 Cúp EFL trên sân Old Trafford. Bàn thắng thứ hai trong mùa giải của Garnacho chỉ đến sau đó 2 tháng, là một siêu phẩm được thực hiện theo tư thế xe đạp chổng ngược (tung người móc ngược bóng), là bàn mở tỉ số trong chiến thắng 3-0 trên sân Everton thuộc vòng 13 Ngoại hạng Anh. Đây cũng là bàn thắng đầu tiên của Garnacho tại Ngoại hạng Anh mùa bóng này, và nhận giải thưởng bàn thắng đẹp nhất Ngoại hạng Anh tháng 11. Khi Ngoại hạng Anh mùa bóng 2023-2024 kết thúc, bàn thắng này cũng được bình chọn là bén thắng đẹp nhất của mùa giải.
Garnacho có bàn thắng đầu tiên ở Champions League trong trận hòa trước Galatasaray đêm ngày 29 tháng 11 năm 2023 với bàn thắng mở tỉ số của trận đấu. Tối ngày 26 tháng 12 năm 2023, Garnacho lập một cú đúp giúp United lội ngược dòng thắng Aston Villa F.C. 3-2 trên sân Old Trafford trong trận đấu thuộc vòng thứ 19, Ngoại hạng Anh, và được bình chọn là cầu thủ xuất sắc nhất trận đấu.
Anh có bàn thắng cuối cùng của mùa giải cho United ngày 25 tháng 5 năm 2024 khi ghi bàn mở tỉ số trong trận chung kết Cúp FA giúp United thắng Manchester City 2-1 để giành Cup FA trong mùa giải khó khăn của United.

#### Mùa giải 2024-2025
Ngày 10 tháng 8 năm 2024, tại FA Community Shield, Garnacho ghi bàn mở tỷ số vào lưới Manchester City. Ngay sau trận hòa 1–1 và bước sang loạt luân lưu, anh thực hiện thành công quả phạt đền, nhưng United vẫn thua ở loạt luân lưu với tỷ số 6–7. Trong chiến thắng 3-0 trước Southampton ở vòng 4 Premier League vào ngày 14 tháng 9, Garnacho ghi bàn thắng đầu tiên trong mùa giải sau khi vào sân từ băng ghế dự bị. Ba ngày sau, anh ghi 2 bàn và 2 kiến tạo trong trận thắng đậm 7-0 của Manchester United trước Barnsley ở vòng 3 Cúp EFL.
Ngày 27 tháng 10, Garnacho có trận đấu thứ 100 tại Manchester United trong trận thua 1–2 trước West Ham, trận đấu đó khiến huấn luyện viên Erik ten Hag bị sa thải chỉ chưa đầy 24 giờ sau kết quả và trợ lý Ruud van Nistelrooy được bổ nhiệm làm huấn luyện viên tạm quyền. Trước trận đấu tại Europa League vào ngày 7 tháng 11, gặp PAOK, có một đoạn clip xuất hiện trên mạng xã hội ghi lại cảnh một cổ động viên chỉ trích trong khi ký tặng. Trong trận đấu cuối cùng của Van Nistelrooy với tư cách huấn luyện viên tạm quyền là ngày 10 tháng 11, anh ghi bàn thắng thứ ba cho United ẩn định chiến thắng 3–0 trên sân nhà trước Leicester City. Sau trận đó, đổi trưởng Bruno Fernandes nói rằng Garnacho không ăn mừng sau khi ghi bàn vì cảm thấy mình đã "mất niềm tin" từ một số người hâm mộ.
Ngày 17 tháng 12, Garnacho giành được giải Puskas 2024 cho bàn thắng đẹp nhất năm 2023 với bàn thắng siêu phẩm của anh trong trận thắng 3–0 của Manchester United trước Everton vào ngày 26 tháng 11 năm 2023.
Ngày 16 tháng 3 năm 2025, Garnacho chấm dứt chuỗi không bàn thắng sau 3 tháng, ghi bàn trong trận thắng 3–0 trước Leicester City trên sân khách.

## Sự nghiệp quốc tế
Garnacho mang hai quốc tịch Tây Ban Nha và Argentina (mẹ của Garnacho là người Argentina) nên anh có thể thi đấu cho các đội tuyển quốc gia của hai quốc gia này. Garnacho đã có ba trận thi đấu cho đội trẻ U18 Tây Ban Nha trong năm 2021.
Lần đầu tiên Garnacho được gọi vào Đội tuyển quốc gia Argentina là vòng loại World Cup 2022 ngày 7 tháng 3 năm 2022 nhưng không ra sân thi đấu.
Anh được gọi vào đội tuyển U20 Argentina ngày 26 tháng 3 năm 2022 trong trận đấu giao hữu với đội tuyển Mỹ. Ở giải thi đấu giao hữu 2022 Maurice Revello Tournament của đội tuyển U20 Argentina , Garnacho đã ghi 4 bàn thắng trong bốn trận đấu của đội, đạt hiệu suất 1 bàn/1 trận.
Garnacho có trận đấu đầu tiên cho Đội tuyển bóng đá quốc gia Argentina trong trận giao hữu ngày 15 tháng 6 năm 2023 trước Australia khi vào sân từ ghế dự bị ở phút thứ 74.
Tháng 6 năm 2024, Garnacho được huấn luyện viên Lionel Scaloni triệu tập cùng 26 cầu thủ tuyển Argentina dự Copa América 2024, nơi mà họ tiếp tục vô địch giải đấu.

## Thống kê sự nghiệp thi đấu

### Cấp câu lạc bộ
Tính đến ngày 16 tháng 5 năm 2025
| Câu lạc bộ            | Mùa giải            | Giải đấu            | Giải đấu | Giải đấu | FA Cup | FA Cup | EFL Cup | EFL Cup | Châu Âu | Châu Âu | Khác | Khác | Tổng cộng | Tổng cộng |
| Câu lạc bộ            | Mùa giải            | Hạng đấu            | Trận     | Bàn      | Trận   | Bàn    | Trận    | Bàn     | Trận    | Bàn     | Trận | Bàn  | Trận      | Bàn       |
| --------------------- | ------------------- | ------------------- | -------- | -------- | ------ | ------ | ------- | ------- | ------- | ------- | ---- | ---- | --------- | --------- |
| Manchester United U21 | 2021–22             | —                   | —        | —        | —      | —      | —       | —       | —       | —       | 1    | 0    | 1         | 0         |
| Manchester United U21 | 2022–23             | —                   | —        | —        | —      | —      | —       | —       | —       | —       | 2    | 1    | 2         | 1         |
| Manchester United U21 | Tổng cộng           | Tổng cộng           | —        | —        | —      | —      | —       | —       | —       | —       | 3    | 1    | 3         | 1         |
| Manchester United     | 2021–22             | Premier League      | 2        | 0        | 0      | 0      | 0       | 0       | 0       | 0       | —    | —    | 2         | 0         |
| Manchester United     | 2022–23             | Premier League      | 19       | 3        | 4      | 1      | 5       | 0       | 6       | 1       | —    | —    | 34        | 5         |
| Manchester United     | 2023–24             | Premier League      | 36       | 7        | 6      | 1      | 2       | 1       | 6       | 1       | —    | —    | 50        | 10        |
| Manchester United     | 2024–25             | Premier League      | 36       | 6        | 3      | 0      | 3       | 3       | 15      | 1       | 1    | 1    | 58        | 11        |
| Manchester United     | Tổng cộng           | Tổng cộng           | 93       | 16       | 13     | 2      | 10      | 4       | 27      | 3       | 1    | 1    | 144       | 26        |
| Tổng cộng sự nghiệp   | Tổng cộng sự nghiệp | Tổng cộng sự nghiệp | 93       | 16       | 13     | 2      | 10      | 4       | 27      | 3       | 4    | 2    | 147       | 27        |

1. 1 2  Ra sân tại EFL Trophy
2. 1 2  Số lần ra sân tại UEFA Europa League
3. ↑  Số lần ra sân tại UEFA Champions League
4. ↑  Ra sân tại FA Community Shield

### Đội tuyển quốc gia
Tính đến ngày 14 tháng 11 năm 2024
| Đội tuyển quốc gia | Năm     | Trận | Bàn |
| ------------------ | ------- | ---- | --- |
| Argentina          | 2023    | 3    | 0   |
| Argentina          | 2024    | 5    | 0   |
| Tổng số            | Tổng số | 8    | 0   |

## Danh hiệu

### Câu lạc bộ
U-18 Manchester United
- FA Youth Cup: 2021–22[45]

Manchester United
- FA Cup: 2023–24
- EFL Cup: 2022–23

Argentina
- Copa América: 2024[46]

Cá nhân
- FIFA Puskás Award: 2024
- Bàn thắng đẹp nhất mùa Giải bóng đá Ngoại Hạng Anh: 2023–24[47]
- Bàn thắng đẹp nhất tháng Giải bóng đá Ngoại Hạng Anh: Tháng 11 năm 2023[48]
- Giải đấu Maurice Revello Đội hình xuất sắc nhất: 2022
- Cầu thủ Khải Huyền Giải đấu Maurice Revello: 2022
- Cầu thủ xuất sắc nhất Maurice Revello: 2022
- Đội tuyển trẻ thế giới nam IFFHS (U20): 2023
- Cầu thủ trẻ xuất sắc nhất năm của Jimmy Murphy: 2021–22[4]